# Sibur

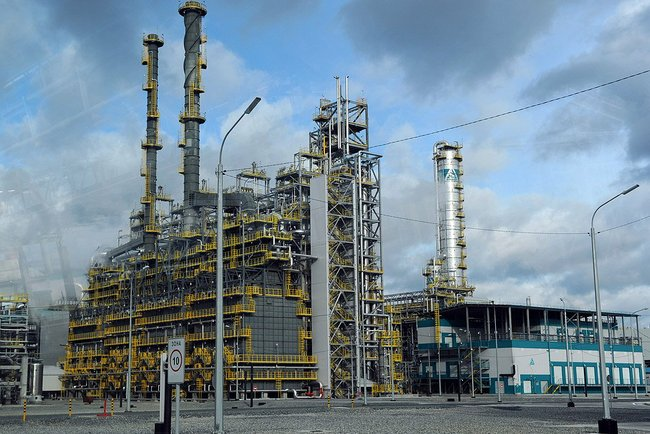
Complesso Tobolsk-Polymer

Sibur è una società petrolchimica russa fondata nel 1995 e con sede a Mosca. Sibur gestisce siti di produzione dislocati in tutta la Russia, ha oltre 1.400 grandi clienti impegnati nei settori energetico, automobilistico, edile, chimico e altri in circa 70 paesi in tutto il mondo e impiega circa 26.000 dipendenti. Nel 2018, il suo fatturato è stato di 9,1 miliardi di dollari e l'EBITDA di 3,2 miliardi di dollari.

## Storia
Sibur è stata fondata con decreto governativo nel 1995. Il 38% delle sue azioni era di proprietà dello Stato e il restante 62% della società è stato reso pubblico.
Verso la fine del 1998, Sibur ha iniziato la sua trasformazione in una holding petrolchimica integrata verticalmente con una catena di produzione completa dalla lavorazione delle materie prime fino alla produzione di prodotti finiti. Michael Cherney, all'epoca il suo azionista di controllo, investì oltre 110 milioni di dollari nel programma di sviluppo ed espansione del business di Sibur. Successivamente Sibur ha costruito attività acquistando partecipazioni in società petrolchimiche in tutta la Russia, comprese circa 60 società.
Nel 2001, Gazprom aveva acquisito il controllo di Sibur con una partecipazione del 51%. Nel 2003, Alexander Dyukov è stato nominato presidente e ha supervisionato una riforma con una strategia di crescita a lungo termine e l'implementazione di aggiornamenti dell'infrastruttura. A settembre, il titolo è stato diviso tra Gazprom (25%) e Gazprombank (75%). Dyukov è stato sostituito da Dmitry Konov come nuovo presidente della Sibur verso la fine del 2006.
Nel 2008, Gazprom ha deciso che l'attività petrolchimica era una risorsa non fondamentale e le azioni Sibur sono state vendute a Gazfond in cambio delle sue attività energetiche. Sia Gazprombank che Gazfond si sono ritirate dal gruppo Gazprom. Nel dicembre 2010, Gazprombank ha avviato una vendita graduale di Sibur a Leonid Mikhelson, già CEO del gigante del gas naturale liquefatto Novatek e secondo la lista delle persone più ricche del mondo secondo Forbes 2020 al 48º posto (3° russo) con un patrimonio personale di 17,1 miliardi di dollari.
Nel 2011, Sibur ha iniziato a chiudere le sue attività di produzione non essenziali, comprese le sue attività di pneumatici e fertilizzanti minerali, che ha venduto. L'azienda si è invece concentrata sugli investimenti in polimeri. Entro il 2020, Sibur ha in programma di lanciare ZapSibNeftekhim nel sito di produzione di Tobol'sk, che diventerà il più grande complesso petrolchimico della Russia, consentendo a Sibur di raddoppiare la produzione di polimeri.